# Svetovno prvenstvo športnih dirkalnikov sezona 1990
Svetovno prvenstvo športnih dirkalnikov sezona 1990 je bila osemintrideseta sezona Svetovnega prvenstva športnih dirkalnikov, ki je potekalo med 8. aprilom in 7. oktobrom 1990. Naslov moštvenega prvaka je osvojil Mercedes, dirkaškega pa Jean-Louis Schlesser in Mauro Baldi.

## Spored dirk
| Št | Ime                 | Dirkališče                   | Datum         |
| -- | ------------------- | ---------------------------- | ------------- |
| 1  | 480 km Suzuke       | Suzuka Circuit               | 8. april      |
| 2  | 480 km Monze        | Autodromo Nazionale Monza    | 29. april     |
| 3  | 480 km Silverstona  | Silverstone Circuit          | 20. maj       |
| 4  | 480 km Spaja        | Circuit de Spa-Francorchamps | 3. junij      |
| 5  | 480 km Dijona       | Dijon-Prenois                | 22. julij     |
| 6  | 480 km Nürburgringa | Nürburgring                  | 19. avgust    |
| 7  | 480 km Doningtona   | Donington Park               | 2. september  |
| 8  | 480 km Montreala    | Circuit Gilles Villeneuve    | 23. september |
| 9  | 480 km Mexica       | Autodromo Hermanos Rodriguez | 7. oktober    |

## Rezultati

### Po dirkah
| Št | Dirkališče         | Zmag. moštvo                     | Poročilo  |
| Št | Dirkališče         | Zmag. dirkača                    | Poročilo  |
| -- | ------------------ | -------------------------------- | --------- |
| 1  | Suzuka             | Team Sauber Mercedes             | Poročilo  |
| 1  | Suzuka             | Jean-Louis Schlesser Mauro Baldi | Poročilo  |
| 2  | Monza              | Team Sauber Mercedes             | Poročilo  |
| 2  | Monza              | Jean-Louis Schlesser Mauro Baldi | Poročilo  |
| 3  | Silverstone        | Silk Cut Jaguar                  | Poročilo  |
| 3  | Silverstone        | Martin Brundle Alain Ferté       | Poročilo  |
| 4  | Spa-Francorchamps  | Team Sauber Mercedes             | Poročilo  |
| 4  | Spa-Francorchamps  | Jochen Mass Karl Wendlinger      | Poročilo  |
| 5  | Dijon-Prenois      | Team Sauber Mercedes             | Poročilo  |
| 5  | Dijon-Prenois      | Jean-Louis Schlesser Mauro Baldi | Poročilo  |
| 6  | Nürburgring        | Team Sauber Mercedes             | Poročilo  |
| 6  | Nürburgring        | Jean-Louis Schlesser Mauro Baldi | Poročilo  |
| 7  | Donington          | Team Sauber Mercedes             | Poročilo  |
| 7  | Donington          | Jean-Louis Schlesser Mauro Baldi | Poročilo  |
| 8  | Gilles Villeneuve  | Team Sauber Mercedes             | Poročilo† |
| 8  | Gilles Villeneuve  | Jean-Louis Schlesser Mauro Baldi | Poročilo† |
| 9  | Hermanos Rodriguez | Team Sauber Mercedes             | Poročilo  |
| 9  | Hermanos Rodriguez | Jochen Mass Michael Schumacher   | Poročilo  |

- † - Zaradi odpeljane manj kot 75% razdalje dirke, so bile podeljene polovične točke.

### Moštveno prvenstvo
Točkovanje po sistemu 9-6-4-3-2-1, točke dobi le najbolje uvrščeni dirkalnik posameznega moštva.
| Poz | Moštvo                   | Šasija                                | Motor                                                                               | 1. | 2. | 3. | 4. | 5. | 6. | 7. | 8.  | 9. | Skupaj |
| --- | ------------------------ | ------------------------------------- | ----------------------------------------------------------------------------------- | -- | -- | -- | -- | -- | -- | -- | --- | -- | ------ |
| 1   | Team Sauber Mercedes     | Sauber C9 Mercedes-Benz C11           | Mercedes M119 5.0L Turbo V8 Mercedes M119 5.0L Turbo V8                             | 9  | 9  |    | 9  | 9  | 9  | 9  | 4.5 | 9  | 67.5   |
| 2   | Silk Cut Jaguar          | Jaguar XJR-11                         | Jaguar JV6 3.5L Turbo V6                                                            |    | 4  | 9  | 6  | 3  | 4  |    |     | 4  | 30     |
| 3   | Nissan Motorsports Intl. | Nissan R89C Nissan R90CP Nissan R90CK | Nissan VRH35Z 3.5L Turbo V8 Nissan VRH35Z 3.5L Turbo V8 Nissan VRH35Z 3.5L Turbo V8 | 4  |    |    | 4  | 4  | 2  | 3  | 3   | 6  | 26     |
| 4   | Spice Engineering        | Spice SE90C                           | Ford Cosworth DFR 3.5L V8                                                           |    | 1  | 4  | 3  | 1  |    | 4  |     |    | 13     |
| 5   | Joest Porsche Racing     | Porsche 962C                          | Porsche Type-935 3.2L Turbo Flat-6                                                  |    | 2  | 3  |    |    | 1  |    | 0.5 | 2  | 8.5    |
| 6   | Porsche Kremer Racing    | Porsche 962C Porsche 962CK6           | Porsche Type-935 3.0L Turbo Flat-6 Porsche Type-935 3.0L Turbo Flat-6               | 2  |    | 2  |    |    |    |    | 1.5 |    | 5.5    |
| 7   | Brun Motorsport          | Porsche 962C                          | Porsche Type-935 3.0L Turbo Flat-6                                                  | 1  |    | 1  | 2  |    |    |    |     |    | 4      |
| 8   | Toyota Team Tom's        | Toyota 89C-V Toyota 90C-V             | Toyota R36V 3.6L Turbo V8 Toyota R36V 3.6L Turbo V8                                 | 3  |    |    |    |    |    |    |     |    | 3      |
| 9   | Richard Lloyd Racing     | Porsche 962C GTi                      | Porsche Type-935 3.0L Turbo Flat-6                                                  |    |    |    | 1  |    |    |    | 2   |    | 3      |

### Dirkaško prvenstvo
| Poz | Dirkač                 | Moštvo                                                     | 1. | 2. | 3. | 4. | 5. | 6. | 7. | 8.  | 9. | Skupaj |
| --- | ---------------------- | ---------------------------------------------------------- | -- | -- | -- | -- | -- | -- | -- | --- | -- | ------ |
| 1=  | Jean-Louis Schlesser   | Team Sauber Mercedes                                       | 9  | 9  |    |    | 9  | 9  | 9  | 4.5 |    | 49.5   |
| 1=  | Mauro Baldi            | Team Sauber Mercedes                                       | 9  | 9  |    |    | 9  | 9  | 9  | 4.5 |    | 49.5   |
| 3   | Jochen Mass            | Team Sauber Mercedes                                       | 6  | 6  |    | 9  | 6  | 6  | 6  |     | 9  | 48     |
| 4   | Andy Wallace           | Silk Cut Jaguar                                            |    | 3  | 6  | 6  | 3  | 3  |    |     | 4  | 25     |
| 5=  | Michael Schumacher     | Team Sauber Mercedes                                       |    |    |    |    | 6  | 6  |    |     | 9  | 21     |
| 5=  | Karl Wendlinger        | Team Sauber Mercedes                                       | 6  | 6  |    | 9  |    |    |    |     |    | 21     |
| 7   | Jan Lammers            | Silk Cut Jaguar                                            |    | 3  | 6  | 6  | 3  | 3  |    |     |    | 21     |
| 8   | Martin Brundle         | Silk Cut Jaguar                                            |    | 4  | 9  |    | 2  | 4  |    |     |    | 19     |
| 9   | Julian Bailey          | Nissan Motorsports Intl.                                   |    |    |    | 4  | 4  |    | 1  | 3   | 6  | 18     |
| 10  | Mark Blundell          | Nissan Motorsports Intl.                                   |    |    |    |    | 4  | 2  | 1  | 3   | 6  | 16     |
| 11  | Kenny Acheson          | Nissan Motorsports Intl.                                   |    |    |    | 4  |    |    | 3  | 1   | 3  | 11     |
| 12  | Alain Ferté            | Silk Cut Jaguar                                            |    | 4  |    |    | 2  | 4  |    |     |    | 10     |
| 13= | Bob Wollek             | Joest Porsche Racing                                       |    | 4  | 3  |    |    | 1  |    | 0.5 | 1  | 7.5    |
| 13= | Frank Jelinski         | Joest Porsche Racing                                       |    | 4  | 3  |    |    | 1  |    | 0.5 | 1  | 7.5    |
| 15= | Fermín Vélez           | Chamberlain Engineering Spice Engineering                  |    |    | 4  | 3  |    |    |    |     |    | 7      |
| 15= | Tim Harvey             | Spice Engineering                                          |    |    |    | 3  |    |    | 4  |     |    | 7      |
| 17  | Heinz-Harald Frentzen  | Team Sauber Mercedes                                       |    |    |    |    |    |    | 6  |     |    | 6      |
| 18  | Bruno Giacomelli       | Spice Engineering Team Davey                               |    |    | 4  |    |    |    | 2  |     |    | 6      |
| 19  | Gianfranco Brancatelli | Nissan Motorsports Intl. Alba Racing Team                  |    |    |    |    |    |    | 3  |     | 3  | 6      |
| 20= | Anders Olofsson        | Nissan Motorsports Intl. Porsche Kremer Racing             | 4  |    |    |    |    |    |    |     |    | 4      |
| 20= | Cor Euser              | Chamberlain Engineering Spice Engineering                  |    |    |    |    |    |    | 4  |     |    | 4      |
| 20= | Masahiro Hasemi        | Nissan Motorsports Intl.                                   | 4  |    |    |    |    |    |    |     |    | 4      |
| 20= | Davy Jones             | Silk Cut Jaguar                                            |    |    |    |    |    |    |    |     | 4  | 4      |
| 24  | Oscar Larrauri         | Brun Motorsport                                            | 1  |    | 1  | 2  |    |    |    |     |    | 4      |
| 25  | Bernd Schneider        | Porsche Kremer Racing                                      |    |    | 2  |    |    |    |    | 1.5 |    | 3.5    |
| 26= | Geoff Lees             | Toyota Team Tom's                                          | 3  |    |    |    |    |    |    |     |    | 3      |
| 26= | Hitoshi Ogawa          | Toyota Team Tom's                                          | 3  |    |    |    |    |    |    |     |    | 3      |
| 28= | Manuel Reuter          | Richard Lloyd Racing                                       |    |    |    | 1  |    |    |    | 2   |    | 3      |
| 28= | Eric van de Poele      | Spice Engineering                                          |    | 1  |    |    |    |    | 2  |     |    | 3      |
| 28= | Steven Andskär         | Brun Motorsport Porsche Kremer Racing Richard Lloyd Racing |    |    | 2  | 1  |    |    |    |     |    | 3      |
| 31= | Jonathan Palmer        | Joest Porsche Racing                                       |    |    |    |    |    |    |    |     | 2  | 2      |
| 31= | Hans-Joachim Stuck     | Joest Porsche Racing                                       |    |    |    |    |    |    |    |     | 2  | 2      |
| 31= | Kunimitsu Takahashi    | Porsche Kremer Racing                                      | 2  |    |    |    |    |    |    |     |    | 2      |
| 31= | Kazuo Mogi             | Porsche Kremer Racing                                      | 2  |    |    |    |    |    |    |     |    | 2      |
| 35  | Wayne Taylor           | Spice Engineering                                          |    | 1  |    |    | 1  |    |    |     |    | 2      |
| 36= | Harald Huysman         | Brun Motorsport                                            | 1  |    |    |    |    |    |    |     |    | 1      |
| 36= | Eliseo Salazar         | Spice Engineering                                          |    |    |    |    | 1  |    |    |     |    | 1      |